# 飛騨市の地名
- 岐阜県 > 飛騨市 > 地名

飛騨市の地名では、同市内に存在する町名・字名を一覧にして記す。括弧内は大字の場合は旧自治体名、数字の場合は成立年もしくは廃止年、町名の場合は旧町名である。

## 飛騨市発足時
2004年（平成16年）2月1日、吉城郡古川町・神岡町・河合村・宮川村が合併して飛騨市が発足。成立時の字を以下に記す。

### 旧・古川町
古川町の旧地名の頭に「古川」の文字を冠した。
- 古川町朝開町
- 古川町壱之町
- 古川町大野町
- 古川町片原町
- 古川町金森町
- 古川町上気多
- 古川町上野
- 古川町上町
- 古川町貴船町
- 古川町幸栄町
- 古川町是重
- 古川町是重1・2丁目
- 古川町栄1・2丁目
- 古川町三之町
- 古川町下気多
- 古川町下野
- 古川町新栄町
- 古川町末広町
- 古川町殿町
- 古川町中野
- 古川町南成町
- 古川町弐之町
- 古川町沼町
- 古川町東町
- 古川町本町
- 古川町増島町
- 古川町宮城町
- 古川町向町
- 古川町向町1 - 3丁目
- 古川町若宮1 - 3丁目
- 古川町数河　（旧・細江村）
- 古川町太江　（旧・細江村）
- 古川町末真　（旧・細江村）
- 古川町杉崎　（旧・細江村）
- 古川町袈裟丸　（旧・細江村）
- 古川町戸市　（旧・細江村）
- 古川町野口　（旧・細江村）
- 古川町畦畑　（旧・小鷹利村）
- 古川町高野　（旧・小鷹利村）
- 古川町谷　（旧・小鷹利村）
- 古川町信包　（旧・小鷹利村）
- 古川町平岩　（旧・小鷹利村）
- 古川町寺地　（旧・小鷹利村）
- 古川町黒内　（旧・小鷹利村）
- 古川町笹ケ洞　（旧・小鷹利村）

### 旧・神岡町
神岡町の旧地名の頭に「神岡」の文字を冠した。尚、旧・神岡町の地名で「ヶ」を使用している地名は、飛騨市発足時に「ケ」に改められている。
- 神岡町船津　（旧・船津町）
- 神岡町朝浦　（旧・船津町）
- 神岡町東町　（旧・船津町）
- 神岡町鹿間　（旧・船津町）
- 神岡町割石　（旧・船津町）
- 神岡町吉ケ原　（旧・船津町）
- 神岡町二ツ屋　（旧・船津町）
- 神岡町西漆山　（旧・船津町）
- 神岡町東漆山　（旧・船津町）
- 神岡町笈破　（旧・船津町）
- 神岡町牧　（旧・船津町）
- 神岡町土　（旧・船津町）
- 神岡町西茂住　（旧・船津町）
- 神岡町東茂住　（旧・船津町）
- 神岡町杉山　（旧・船津町）
- 神岡町横山　（旧・船津町）
- 神岡町中山　（旧・船津町）
- 神岡町谷　（旧・船津町）
- 神岡町跡津川　（旧・船津町）
- 神岡町佐古　（旧・船津町）
- 神岡町大多和　（旧・船津町）
- 神岡町柏原　（旧・袖川村）
- 神岡町大笠　（旧・袖川村）
- 神岡町山田　（旧・袖川村）
- 神岡町西　（旧・袖川村）
- 神岡町伏方　（旧・袖川村）
- 神岡町堀之内　（旧・袖川村）
- 神岡町寺林　（旧・袖川村）
- 神岡町梨ケ根　（旧・袖川村）
- 神岡町東雲　（旧・阿曽布村）
- 神岡町阿曽保　（旧・阿曽布村）
- 神岡町麻生野　（旧・阿曽布村）
- 神岡町石神　（旧・阿曽布村）
- 神岡町伊西　（旧・阿曽布村）
- 神岡町岩井谷　（旧・阿曽布村）
- 神岡町打保　（旧・阿曽布村）
- 神岡町釜崎　（旧・阿曽布村）
- 神岡町小萱　（旧・阿曽布村）
- 神岡町数河　（旧・阿曽布村）
- 神岡町巣山　（旧・阿曽布村）
- 神岡町瀬戸　（旧・阿曽布村）
- 神岡町殿　（旧・阿曽布村）
- 神岡町野首　（旧・阿曽布村）
- 神岡町丸山　（旧・阿曽布村）
- 神岡町森茂　（旧・阿曽布村）
- 神岡町吉田　（旧・阿曽布村）
- 神岡町和佐府　（旧・阿曽布村）
- 神岡町和佐保　（旧・阿曽布村）
- 神岡町下之本　（旧・阿曽布村）
- 神岡町江馬町　※神岡町発足後に成立
- 神岡町坂富町　※神岡町発足後に成立
- 神岡町桜ケ丘　※神岡町発足後に成立
- 神岡町城ケ丘　※神岡町発足後に成立
- 神岡町館野町　※神岡町発足後に成立
- 神岡町緑ケ丘　※神岡町発足後に成立
- 神岡町夕陽ケ丘　※神岡町発足後に成立

### 旧・河合村
河合村の旧地名の頭に「河合」の文字を冠した。
- 河合町天生
- 河合町稲越
- 河合町有家
- 河合町大谷
- 河合町元田
- 河合町小無雁
- 河合町上ケ島
- 河合町新名
- 河合町月ケ瀬
- 河合町角川
- 河合町中澤上
- 河合町羽根
- 河合町二ツ屋
- 河合町舟原
- 河合町保
- 河合町保木林

### 旧・宮川村
宮川村の旧地名の頭に「宮川」の文字を冠した。
- 宮川町大無雁　（旧・坂上村）
- 宮川町小谷　（旧・坂上村）
- 宮川町落合　（旧・坂上村）
- 宮川町岸奥　（旧・坂上村）
- 宮川町野首　（旧・坂上村）
- 宮川町林　（旧・坂上村）
- 宮川町牧戸　（旧・坂上村）
- 宮川町丸山　（旧・坂上村）
- 宮川町巣之内　（旧・坂上村）
- 宮川町菅沼　（旧・坂上村）
- 宮川町種蔵　（旧・坂上村）
- 宮川町西忍　（旧・坂上村）
- 宮川町三川原　（旧・坂上村）
- 宮川町高牧　（旧・坂上村）
- 宮川町森安　（旧・坂上村）
- 宮川町小豆沢　（旧・坂下村）
- 宮川町鮎飛　（旧・坂下村）
- 宮川町打保　（旧・坂下村）
- 宮川町加賀沢　（旧・坂下村）
- 宮川町桑野　（旧・坂下村）
- 宮川町塩屋　（旧・坂下村）
- 宮川町杉原　（旧・坂下村）
- 宮川町巣納谷　（旧・坂下村）
- 宮川町戸谷　（旧・坂下村）
- 宮川町中沢上　（旧・坂下村）
- 宮川町祢宜ケ沢上　（旧・坂下村）
- 宮川町洞　（旧・坂下村）
- 宮川町万波　（旧・坂下村）
- 宮川町山之山　（旧・坂下村）

## 参考資料
- 角川日本地名大辞典 21 岐阜県
- 町字名新旧対照表 - 飛騨市